# Isabelle Barbéris
 (janvier 2023).
Pour les articles homonymes, voir Barberis.
Isabelle Barbéris, née le 4 mars 1976, est une universitaire, essayiste et journaliste française, spécialisée dans les arts du spectacle.

## Parcours
Normalienne, agrégée de lettres modernes et diplômée de sciences politiques de l'université Paris Dauphine, elle est maître de conférences en lettres et arts, habilité à diriger des recherches, hors classe, à l'Université Paris Cité.

## Objets d'étude
Elle est l'autrice de nombreux ouvrages, articles de revue scientifiques et chapitres d'ouvrages sur l'esthétique du théâtre et la dramaturgie contemporaines (Théâtres contemporains, mythes et idéologies, Les Mondes de Copi, Le Théâtre de Max Frisch, etc.) et étudie la fluctuation des imaginaires démocratiques afférents aux questions du multiculturalisme, par exemple, ou encore de la censure (L'Art du politiquement correct, Panique identitaire, Censures silencieuses).

## Prises de position
Isabelle Barbéris a permis à la pièce adaptée de l'œuvre de Charb, Lettre aux escrocs de l'islamophobie la venue dans son université.
Elle rejoint en 2021 l'Observatoire du décolonialisme aux côtés notamment de Yana Grinshpun et Nathalie Heinich, mais s'en démarque rapidement, critiquant sa « radicalisation identitaire (flattant le zemmourisme) ».
En novembre 2021, elle fonde avec le violoniste Ami Flammer le cercle de réflexion Culture & universalisme destiné à défendre la liberté artistique.

## Publications

### Ouvrages personnels
- Philippe Adrien. Un théâtre du rêve éveillé, Paris, L’Harmattan, coll. « Univers théâtral », 2009
- Théâtres contemporains. Mythes et idéologies, Paris, PUF, coll. « Intervention philosophique », 2010 (ISBN 9782130641209, présentation en ligne)
- Les Mondes de Copi. Machines folles et chimères, Paris, Orizons, coll. « Universités/Comparaisons », 2015 (ISBN 9782336366357, présentation en ligne)
- L'Art du politiquement correct. Le nouvel académisme anti-culturel, Paris, PUF, 2019 (ISBN 9782130804932, présentation en ligne)
- Du masque au profil. Théâtre, performance et web 2.0, Bordeaux, Editions Le Bord de l'eau, coll. « UDPN », 2019
- Le Théâtre de Max Frisch, Lausanne, Editions Ides et Calendes, 2020
- Panique identitaire. Nouvelles esthétiques de la foire aux identités, Paris, PUF, 2022 (ISBN 9782130833642, présentation en ligne)
- Censures silencieuses, Paris, PUF, 2024 (ISBN 2130866840, présentation en ligne), avant-propos de Matéi Visniec

### En collaboration
- Avec Martial Poirson, L'Économie du spectacle vivant, Paris, PUF, coll. « Que sais-je ? », 2013 (ISBN 9782130732440, présentation en ligne)
- Avec Alain Policar, Le Multiculturalisme en procès, Paris, Mialet-Barrault, coll. « Disputatio », 2023 (ISBN 9782080293695, présentation en ligne)

### Codirection d’ouvrages collectifs et numéros de revue
- L'Idéologie de l'évaluation, Cités n°37, 2009
- Kitsch et néobaroque, dir. avec Karel Vanhaesebrouck, Théâtre/Public n°  202, Éditions théâtrales, 2011
- Kitsch et théâtralité. Effets et affects, dir. avec Marie Pecorari, Editions universitaires de Dijon, 2012
- Philippe Beck, un chant objectif aujourd'hui. Actes du colloque international de Cerisy-la-Salle, dir. avec Gérard Tessier, Paris, Corti, coll. « Les Essais », 2014
- Le Parasite au théâtre, dir. avec Florence Fix, Paris, Orizons, coll. « Universités/Comparaisons », 2015
- L'Archive dans les arts vivants. Performance, danse, théâtre, Presses universitaires de Rennes, coll. « Le Spectaculaire », 2015
- Après l'anthropo(s)cène. La création scénique à l'ère du post-humain, dir. avec Françoise Dubor, Degrés n° 163-164, Bruxelles, 2016
- Nouvelles censures, dir. avec Nathalie Heinich, Cités n°82, 2020
- La Langue sous contrôle ?, dir. avec Franck Neveu, Cités n° 86, 2021
- L'extrême-prochain, dir. avec Diego Gachadouat Ranz, Couturière n°1, 2025

### Contributions à des ouvrages collectifs
- Article  « Kitsch », in Dictionnaire de la violence, dir. par Michela Marzano, Paris, PUF, 2011
- Article « Archive » et « Ratage » in Gestes en éclats, dir. Aurore Després, Dijon, Les Presses du Réel, 2016